# Погост-Пятницкий
Погост-Пятницкий — деревня в Пошехонском районе Ярославской области России. Входит в состав Белосельского сельского поселения, относится к Холмскому сельскому округу.

## География
Расположена на берегу речки Ожерка (приток Конгласа) в 15 км на юго-восток от центра поселения села Белого и в 37 км на юго-восток от райцентра города Пошехонье, примыкает к деревне Холм.

## История
Каменная церковь во имя святой мученицы Параскевы в соединении с каменной колокольней построено в 1779 году на средства прихожан. Имела два отделения в одном здании: зимнее и летнее. В зимнем отделении два придела: справа Благовещения Пресвятой Богородицы, слева – во имя св. и чуд. Николая и в летнем отделении один предел во имя св. муч. Параскевы. 
В конце XIX — начале XX века село входило в состав Холмовской волости Пошехонского уезда Ярославской губернии.
С 1929 года село входило в состав Холмского сельсовета Пошехонского района, в 1941 — 1959 годах — в составе Арефинского района, с 2005 года — в составе Белосельского сельского поселения.
В состав Погоста-Пятницкого вошла деревня Ломок.

## Население
| 1859 | 2002 | 2007 | 2010 |
| ---- | ---- | ---- | ---- |
| 40   | ↗67  | ↗68  | ↘54  |

## Достопримечательности
В селе расположена недействующая Церковь Параскевы Пятницы (1779).

## Общественный транспорт
Погост-Пятницкий обслуживается пригородными автобусными маршрутами №№ 108 Пошехонье — Гужово, 121 Пошехонье — Тайбузино. Ближайшая остановка общественного транспорта «Холм» находится в 1 км от деревни.